# Romford
Romford is een historisch stadje in Engeland en tegenwoordig de centrale wijk van het Londense bestuurlijk gebied Havering, in het oosten van de regio Groot-Londen.

## Heden en verleden
Romford was al in de middeleeuwen een market town (marktvlek) van belang in het graafschap Essex. Na de komst van de spoorwegen in 1839 maakte de plaats een snelle ontwikkeling door als commercieel centrum.
Romford wordt in de toekomstvisie London Plan (2004/2015) aangemerkt als een van de 19 metropolitan centres van Groot-Londen met een verzorgingsgebied groter dan de eigen borough.

## Voorzieningen
Romford is tegenwoordig het belangrijkste winkel- en vrijetijdscentrum in de Londense agglomeratie buiten Centraal-Londen, met een 24-uurseconomie. South Street, High Street en Market Place zijn de belangrijkste winkel- en uitgaansstraten in het centrum.
Romford heeft een theater, twee grote bioscopen en een stadion voor windhondenrennen.
De anglicaanse en de rooms-katholieke parochiekerken van Romford zijn beide genoemd naar koning Eduard de Belijder (in het Engels St Edward the Confessor's Church), die in Havering-atte-Bower gewoond.
Het Station Romford is het centrale treinstation van de wijk met frequente treinen van Greater Anglia naar onder andere London Liverpool Street. Rond 2021 zal Crossrail zorgen voor een snelle, grotendeels ondergrondse verbinding met de belangrijkste bestemmingen in Centraal-Londen en de luchthaven Londen Heathrow.

## Afbeeldingen

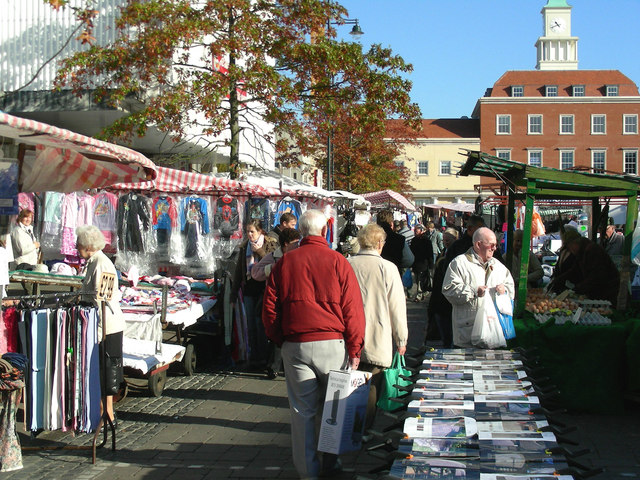
De markt van Romford
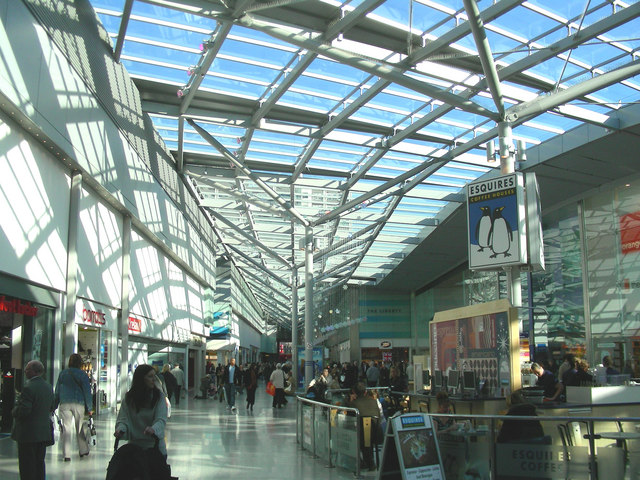
Winkelcentrum The Liberty
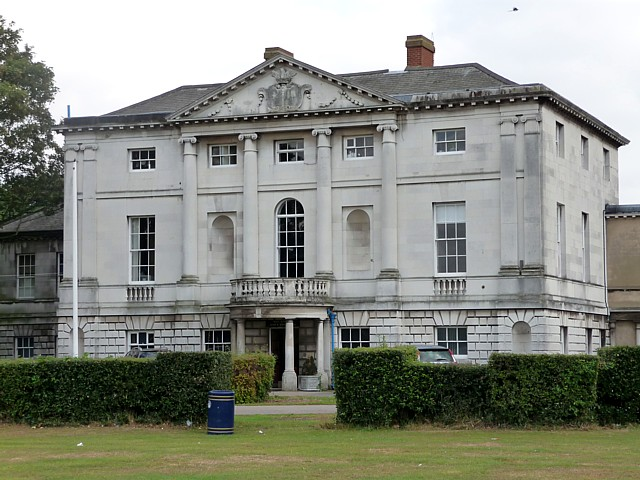
Hare Hall
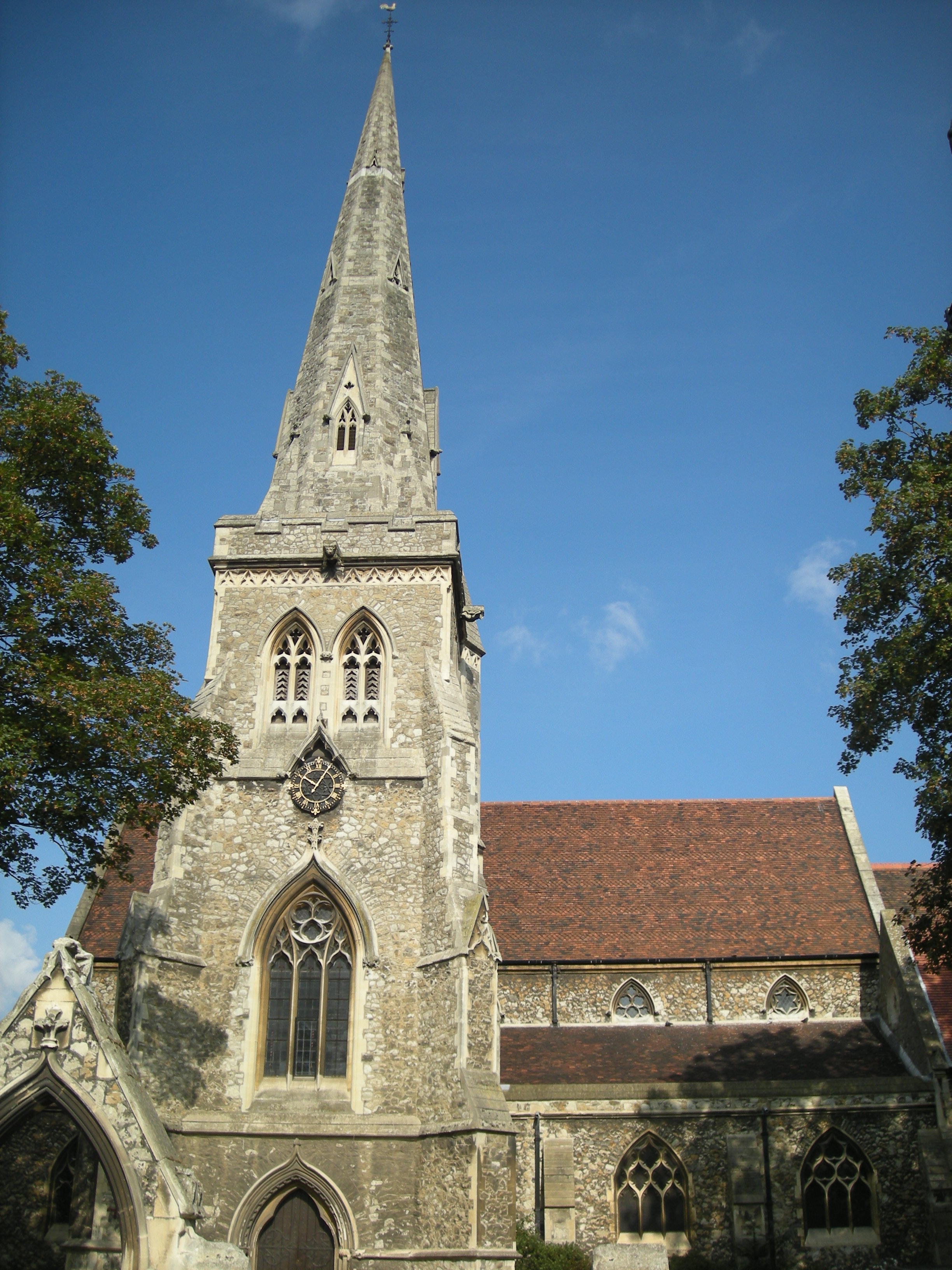
Kerk van Koning Eduard de Belijder, Romfords parochiekerk

## Geboren
- Chris Andrews (1942), zanger
- Ray Fenwick (1946-2022), rockmuzikant
- Ian Crook (1963), voetballer
- Cliff Williams (1949), basgitarist bij AC/DC
- Tony Adams (1966), voetballer en voetbalcoach
- Frank Lampard (1978), voetballer
- Jamie Cullum (1979), zanger en pianist
- Jesy Nelson (1992), zangeres bij Little Mix
- Jonjo Shelvey (1992), voetballer

## Overleden
- John Bardon (2014), acteur